# 成長障害
成長障害（せいちょうしょうがい、failure to thrive、FTT）とは、主に子供の成長に関して使われ、栄養失調、病気や心身機能の障害などを原因として成長段階の時期ではあるものの、それが適度でなく同年代の人々と比較すると明らかに異質である状態。別名、発育不良。獣医学の英語では、ill-thriftという語も見られる。
低身長であるということが成長障害の中でも多く取り上げられる事柄となっている。